# Departamento de Arequipa
Arequipa es uno de los veinticuatro departamentos que, junto con la provincia constitucional del Callao, conforman la República del Perú. Su capital y ciudad más poblada es la homónima Arequipa. Se ubica en el sur del país, además de contar con 528 km de costa en el océano Pacífico siendo este el litoral departamental más extenso en su margen suroeste. 
Limita con los departamentos de Moquegua al sureste, Puno al noreste, Cuzco, Apurímac y Ayacucho al norte, e Ica al noroeste. 
La zona costera es una de las porciones más secas del desierto costero, entretanto la región interior andina presenta valles escarpados y cañones.
Con 1 569 310 habitantes en 2023, es el cuarto más poblado —por detrás de Lima, Piura y La Libertad—, el 71,3 % de los cuales reside en la capital, la ciudad de Arequipa.
El nivel educativo promedio es superior a la media nacional; tiene una tasa de analfabetismo del 3,5 % y el 15 % de la población tiene estudios superiores. Tiene ocho provincias, de las cuales las más desarrolladas por el volumen de sus contribuciones económicas son Arequipa, Islay y Caylloma. Las principales ciudades de la región, son primeramente, la capital, Arequipa, por su comercio e industrias; el turismo también es importante en Arequipa. La mina Cerro Verde es parte importante de su economía, después le sigue la ciudad de Mollendo, por el puerto de Matarani, el turismo de playa y por su agricultura, seguidamente del pueblo de Chivay, por su turismo, gracias al cañón del Colca, y el pueblo de Camaná, gracias al puerto de Quilca y al turismo de playa.
El 16,6 % de la red de carreteras en el departamento es asfaltado, siendo Arequipa, Caravelí, Camaná y Caylloma las provincias con el porcentaje más alto de este tipo de superficie.  Este es el segundo departamento más interconectado en términos de telecomunicaciones, después de Lima, ya que tiene 111,2 mil líneas de telefonía fija, con una teledensidad de 9 líneas por cada 100 habitantes y una densidad de 31,84 líneas móviles por cada 100 habitantes.[cita requerida]

## Historia
Su territorio fue ocupado inicialmente por el imperio Wari. luego
, la cultura Churajón dejó huellas de su paso en obras de riego, andenerías y tierras cultivadas. En el norte de sus valles se desarrolló la cultura Chuquibamba, que se extendió hasta las provincias sureñas de Ayacucho y tuvo contactos con el Cusco.  La leyenda menciona que Arequipa fue fundada por el cuarto inca, Mayta Cápac, quien estuvo con su ejército en dicha zona. Cuando dispuso el desplazamiento de su gente, hubo quienes le pidieron quedarse, respondiendo el inca “ari qipay”, que en lengua quechua significa “sí, quedaos”.
Tiempo después, los conquistadores españoles fundaron la capital de la región en las faldas del Misti el 15 de agosto de 1540. Después de esa fecha y a lo largo de más de tres siglos la ciudad fue poblada por familias españolas. Es así que Arequipa fue la ciudad del Perú con más españoles. Su primer alcalde fue el conquistador D. Juan de la Torre y Díaz Chacón.  En la época republicana ocurrieron aquí los alzamientos de Ramón Castilla, Mariano Ignacio Prado, Nicolás de Piérola Villena, Luis Miguel Sánchez Cerro y otros más.  En la época moderna, tiene estadistas de renombre como José Luis Bustamante y Rivero, Víctor Andrés Belaunde y Fernando Belaúnde Terry (quien, aunque nacido en Lima, proviene de familia arequipeña).  Arequipa es el cimiento del complejo económico del sur del Perú.

## Geografía
Está ubicado al suroeste del Perú, frente al Océano Pacífico con 527 kilómetros de litoral. por eso es el centro comercial de la zona sur del país, que incluye los departamentos de Apurímac, Cusco, Madre de Dios, Moquegua, Puno y Tacna; y, es parte del corredor turístico del sur peruano, lo que significa que está interconectado con el 40% del país, y encaramado sobre un repecho o cuesta en la Cordillera de los Andes. Limita al noroeste con Ica y Ayacucho; por el norte, con Apurímac y Cusco; por el este, con Moquegua y Puno; por el sudoeste, con el océano Pacífico.
- Latitud sur: 14°36′6″.

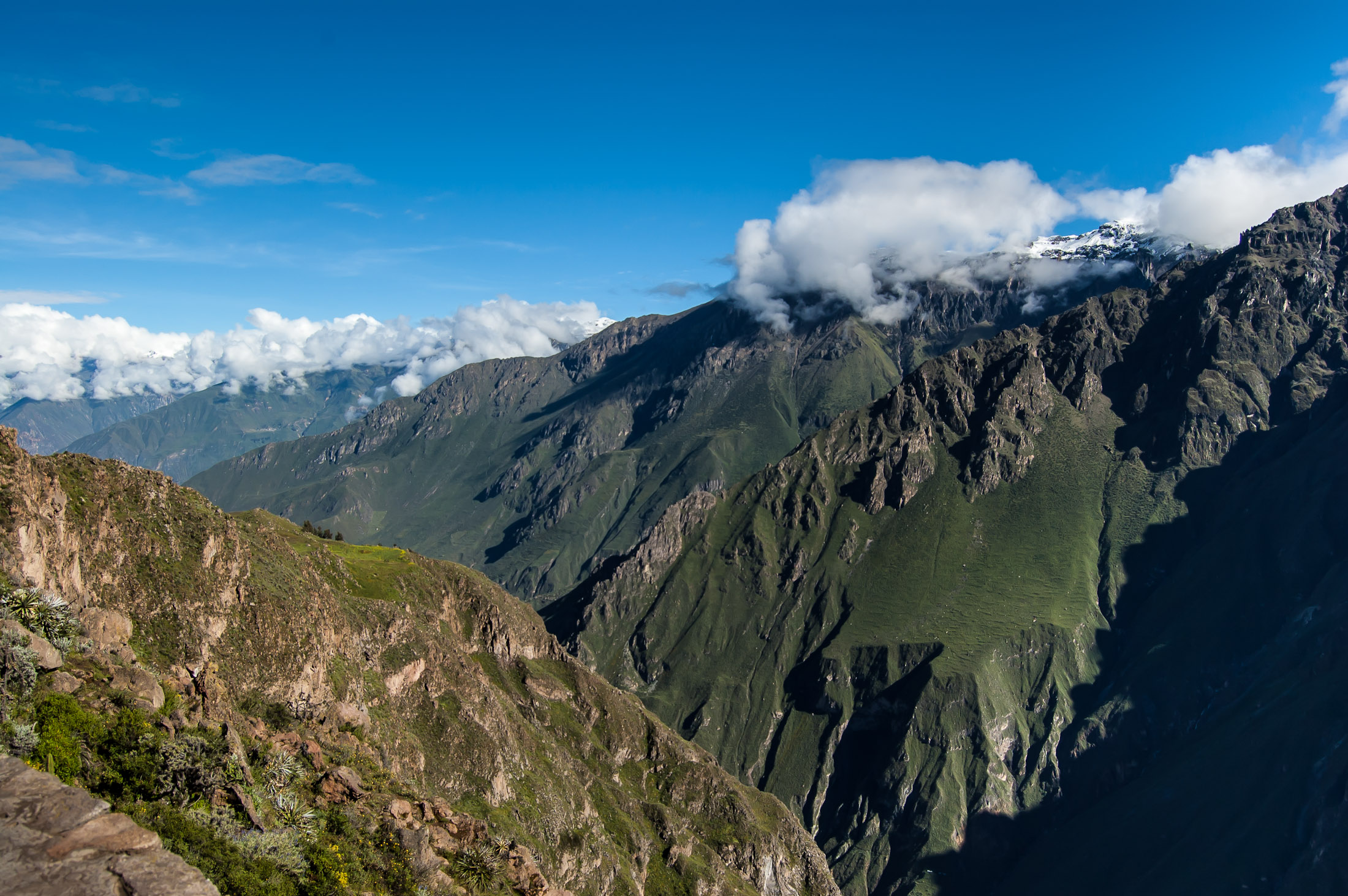
Cañón del Colca, Arequipa, Perú.

- Longitud oeste: Entre meridianos 71°59′39″ y 75°5′52″.
- Clima: La región de Arequipa presenta diversos climas en su territorio, que van desde cálido y templado (propios de la costa) hasta el glaciar y de nieves perpetuas (en las altas montañas). Es cálido en la costa, los sectores cercanos al mar presentan un clima muy húmedo, con garúas invernales propias de la elevada humedad, pero pocas precipitaciones significativas, con temperaturas entre los 14 °C y 27 °C grados en sectores cercanos al mar y temperaturas aproximadas entre los 10 °C y 35 °C grados en sectores como Acarí.

A los mil metros de altitud, el clima varía de templado-cálido a templado, templado-frío y frío en las montañas que dominan el paisaje; la variación de la temperatura es notoria entre el sol y la sombra y entre el día y la noche.
En las altas punas la temperatura desciende considerablemente, superando solo en el mes más cálido los 0 °C. Pero se debe tener en cuenta que este promedio puede variar durante el año. Son frecuentes las precipitaciones de nieve, con mayor incidencia en los meses de julio y agosto en sectores superiores a los 4000 m s. n. m. y temperaturas inferiores a los −20 °C, también se presentan granizadas fenómeno que causa grandes pérdidas económicas entre los agricultores y ganaderos de la región. Las lluvias en la región andina caen regularmente entre los meses de enero y marzo. En la costa son frecuentes las lloviznas o garúas, así como las neblinas a ras del suelo..
- Ríos más importantes: Tambo, Ocoña, Majes y Chili.
- Volcanes: Coropuna (6425m s. n. m.), Ampato (6288 m s. n. m.), Solimana (6093 m s. n. m.), Hualca Hualca (6025 m s. n. m.), Chachani (6057 m s. n. m.), Misti (5822 m s. n. m.) y Pichu Pichu (5664 m s. n. m.).
- Cordilleras: Cordillera de Ampato, Cordillera Chila, Cordillera Huanzo y Cordillera Volcánica.
- Abras: Apo Apacheta (5100 m s. n. m.) en Castilla; Chucura (4720 m s. n. m.) en Caylloma y Visca (4650 m s. n. m.) entre La Unión y Condesuyos.
- Islas: Hornillos, Blanca, Casca y Saragosa.
- Lagunas: Mucurca, Huanzo , Ecma , Chachas , Peñane , Del Indio , Salinas y la reserva nacional Lagunas de Mejía.

## Demografía

### Ciudades más pobladas
A continuación una tabla con las principales ciudades del departamento de Arequipa:

## Provincias

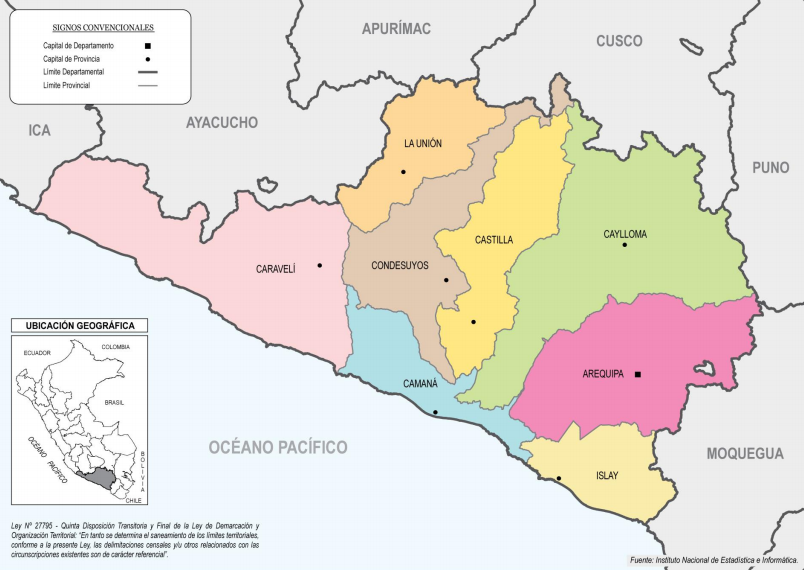
División del Departamento de Arequipa

Este departamento está conformado por 8 provincias, en el siguiente cuadro se muestran sus datos.
| Provincias del departamento de Arequipa | Provincias del departamento de Arequipa | Provincias del departamento de Arequipa | Provincias del departamento de Arequipa | Provincias del departamento de Arequipa | Provincias del departamento de Arequipa | Provincias del departamento de Arequipa | Provincias del departamento de Arequipa | Provincias del departamento de Arequipa |
| Pos                                     | Provincia                               | Población 2020                          | Distritos                               | Capital                                 | Ubigeo                                  | Supercie km2                            | Altitud m s. n. m.                      | Ubicación                               |
| --------------------------------------- | --------------------------------------- | --------------------------------------- | --------------------------------------- | --------------------------------------- | --------------------------------------- | --------------------------------------- | --------------------------------------- | --------------------------------------- |
| 1                                       | Arequipa                                | 1 175 765                               | 29                                      | Arequipa                                | 0401                                    | 9 682.02                                | 2337                                    |                                         |
| 2                                       | Camaná                                  | 61 708                                  | 8                                       | Camaná                                  | 0402                                    | 3 998.28                                | 15                                      |                                         |
| 3                                       | Caravelí                                | 43 690                                  | 13                                      | Caravelí                                | 0403                                    | 13 139.86                               | 1 776                                   |                                         |
| 4                                       | Castilla                                | 34 743                                  | 14                                      | Aplao                                   | 0404                                    | 6 914.48                                | 631                                     |                                         |
| 5                                       | Caylloma                                | 97 458                                  | 20                                      | Chivay                                  | 0405                                    | 14 019.46                               | 3 632                                   |                                         |
| 6                                       | Condesuyos                              | 16 426                                  | 8                                       | Chuquibamba                             | 0406                                    | 6 958.40                                | 2 935                                   |                                         |
| 7                                       | Islay                                   | 54 851                                  | 6                                       | Mollendo                                | 0407                                    | 3 886.49                                | 52                                      |                                         |
| 8                                       | La Unión                                | 12 797                                  | 11                                      | Cotahuasi                               | 0408                                    | 4 746.40                                | 2 675                                   |                                         |
| Total                                   | Total                                   | 1 497 438                               | 109                                     | Arequipa                                |                                         |                                         |                                         |                                         |

## Transportes
- Puerto marítimo: Mollendo (Matarani)
- Ferrocarril: Mollendo-Matarani - Arequipa[10] - Juliaca - Puno - Cusco - Machu Picchu.
- Aeropuerto: Aeropuerto Internacional Rodríguez Ballón. Aeródromo de Mollendo.

### La carretera Interoceánica

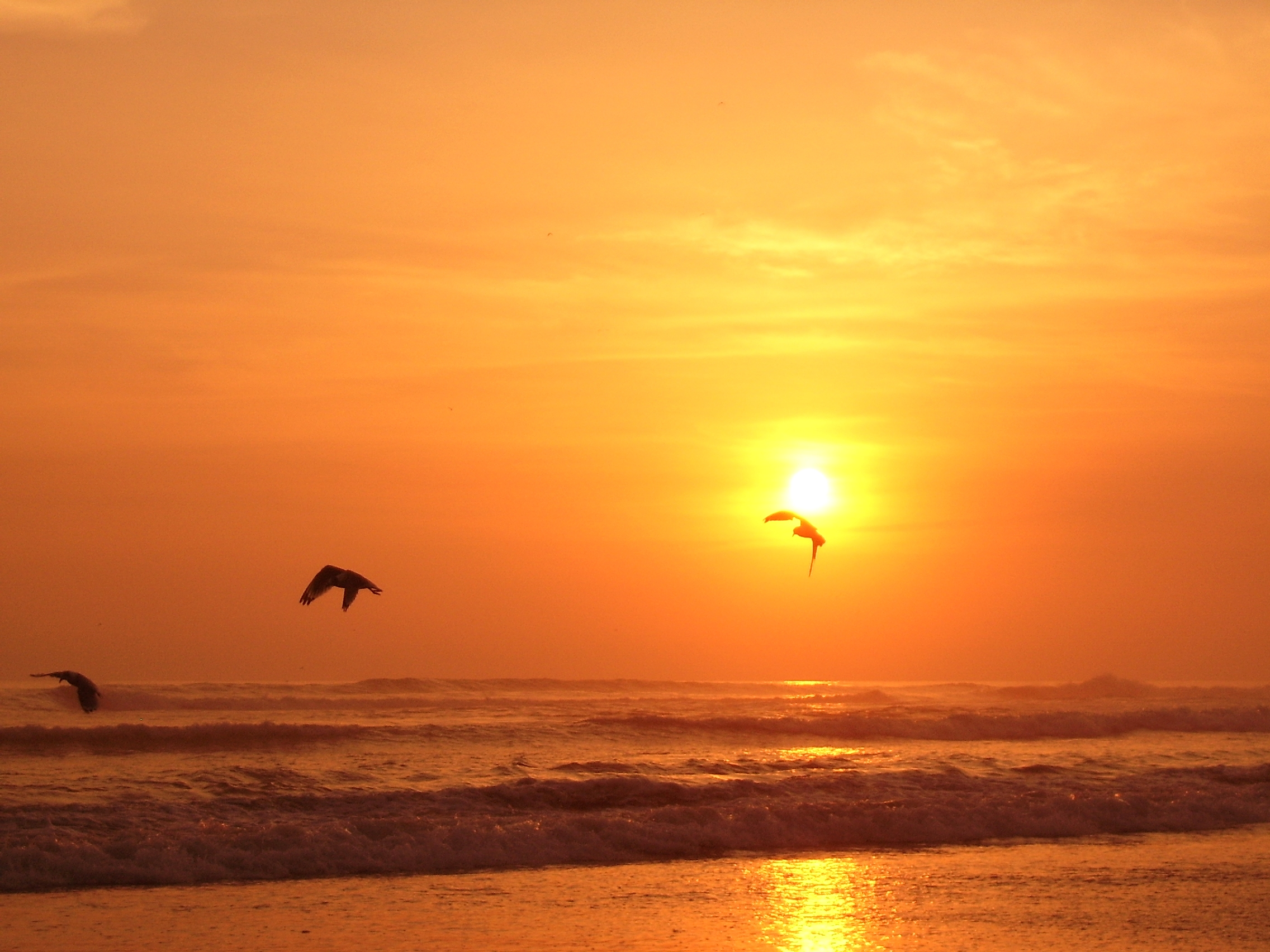
Atardecer en la Punta de Bombón, en la provincia de Islay.

Esta carretera tiene extensión de 2603 km (de 1071 kilómetros que corresponden a las carreteras que deberán ser asfaltadas, 1514 km de carreteras asfaltadas y 17,5 km de vías urbanas, sin incluir la zona urbana de Juliaca). Con estas obras se conectarán tres puertos peruanos en el océano Pacífico: San Juan de Marcona, Matarani e Ilo, con Iñapari en la frontera con Brasil.
La carretera es parte de la Infraestructura Regional de América del Sur Integración (IIRSA), busca la integración comercial de los departamentos de Madre de Dios, Puno, Cusco, Tacna, Moquegua, Arequipa, Ica, Ayacucho, Apurímac y Huancavelica.
Se estima que la vía permitirá que los productos de los departamentos del sur peruano entren en el mercado de Brasil y que los bienes de Acre y Rondonia en Brasil, y, en última instancia los procedentes de la Amazonía y Mato Grosso, entren en Perú.

## Cultura

### Gastronomía

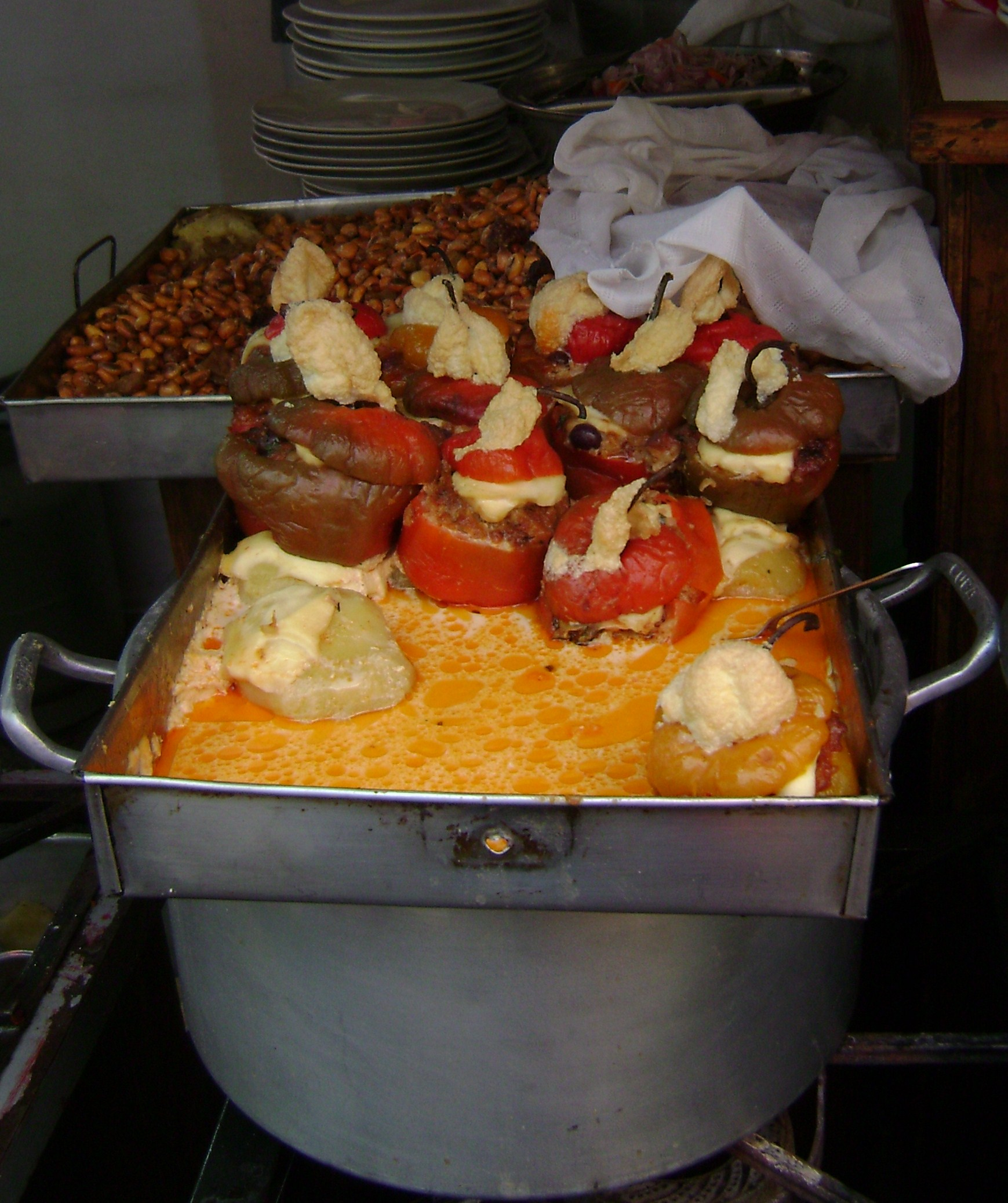
Rocotos rellenos, recién salidos del horno.

La despensa arequipeña sobresale por la variedad de cultivos y productos alimenticios como los rocotos y ajíes, frutas variadas, hortalizas, carne de res, carnero, cuy, cerdo, alpaca, avestruz, variedad de pescados y de gran manera camarones, leche y quesos, vinos y piscos, chicha de maíz, etc. Una de las características peculiares de la comida son los picantes; esto hace que los lugares donde se expenden se llamen picanterías.
La diversidad de esta cocina mestiza se puede resumir en la existencia de caldos o chupes para cada uno de los días, El lunes "chaque"; martes "chairo"; miércoles "pebre"; jueves "timpusca" (en temporada de peras) o "menestrón"; viernes "chupe de camarones"; sábado "tiempo de rabo" o "puchero"; domingo "caldo blanco de lomos".
Es conocida en el país por sus guisos y potajes preparados a fuego de leña y en ollas de barro. Entre los más conocidos se encuentran el chupe de camarones, ocopa arequipeña, rocoto relleno, adobo de chancho, soltero de queso, pastel de papas, cuy chactado, cauche de queso, locro de pecho y el chaque por mencionar algunos. El típico postre arequipeño es el queso helado, y de bebida, además de la chicha de jora, el anís nájar.

### Educación
La tasa de analfabetismo es del 4,90%, inferior al valor alcanzado a nivel nacional (8,13%), esto no es determinante para la educación superior logros.
En general, un mayor nivel relativo de la educación se percibe en Arequipa en comparación con otras regiones. No obstante, la mayoría de la población solo alcanzó la secundaria completa (22%), seguido por el 17% que muestra primaria incompleta y 15% con secundaria incompleta, mientras que solo el 10% (107 966) de la población presenta un nivel universitario completo, y el 7% tiene educación superior, o educación universitaria aún no completada.
- Colegios públicos y privados: 2337.

- Educación inicial: 819.
- Educación primaria: 1096.
- Educación secundaria: 422.

- Universidades:

- Universidad Nacional de San Agustín (UNSA).
- Universidad Católica de Santa María (UCSM).
- Universidad Tecnológica del Perú (UTP).
- Universidad Católica San Pablo (UCSP).

- Universidad de San Martín de Porres (USMP).
- Universidad La Salle (ULS).
- Universidad Autónoma San Francisco (UASF).
- Universidad Privada Autónoma del Sur.
- Universidad Continental.

### Feria Internacional del Libro
La Feria Internacional del Libro de Arequipa organizado cada año en que se realizan presentaciones, exposiciones, firma de libros y fiestas folklóricas.

## Atractivos turísticos

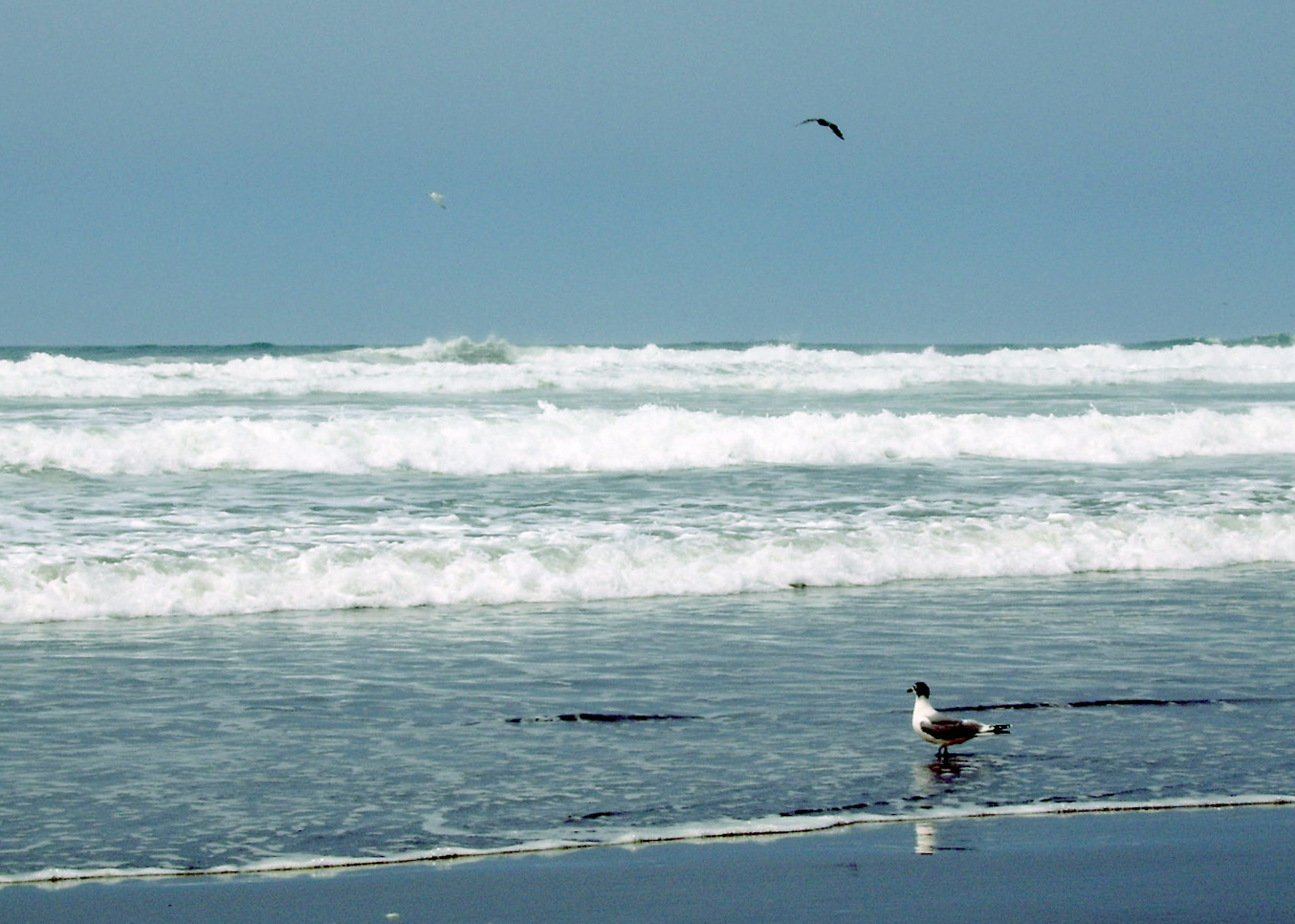
Playas de la Punta de Bombón.

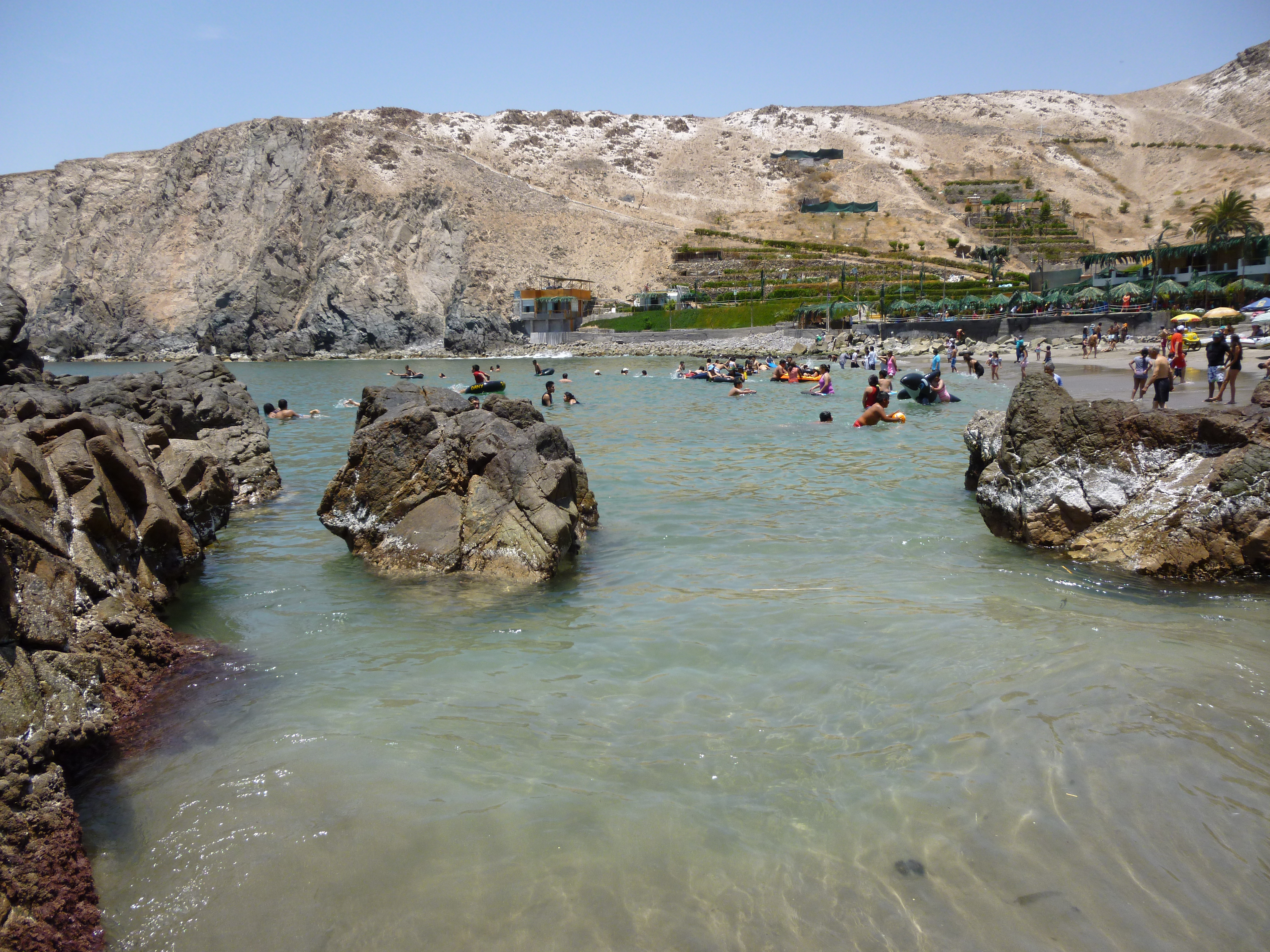
Agua cristalina en la Caleta Catarindo, Mollendo, Islay.

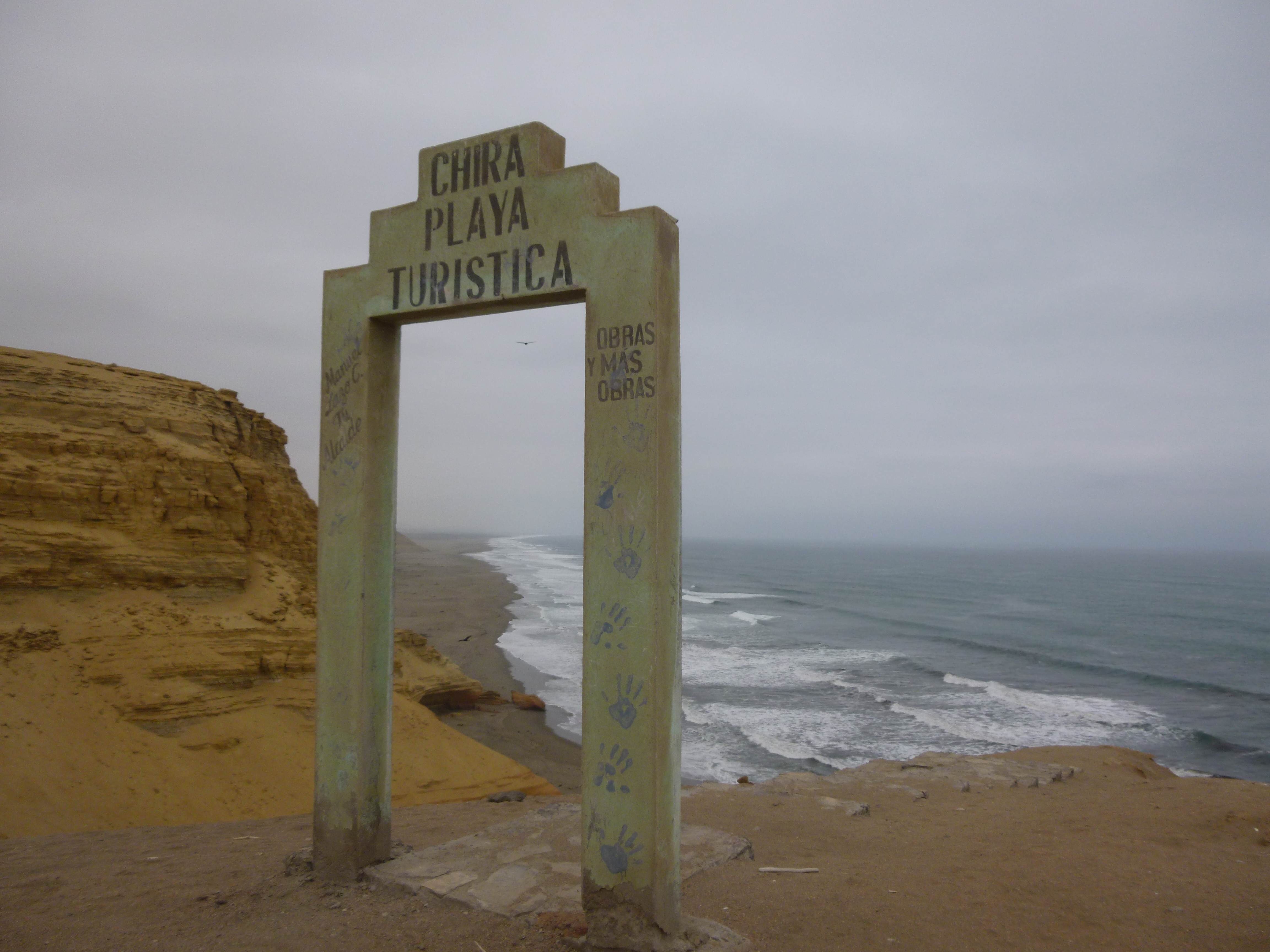
Playa Chira, Camaná.

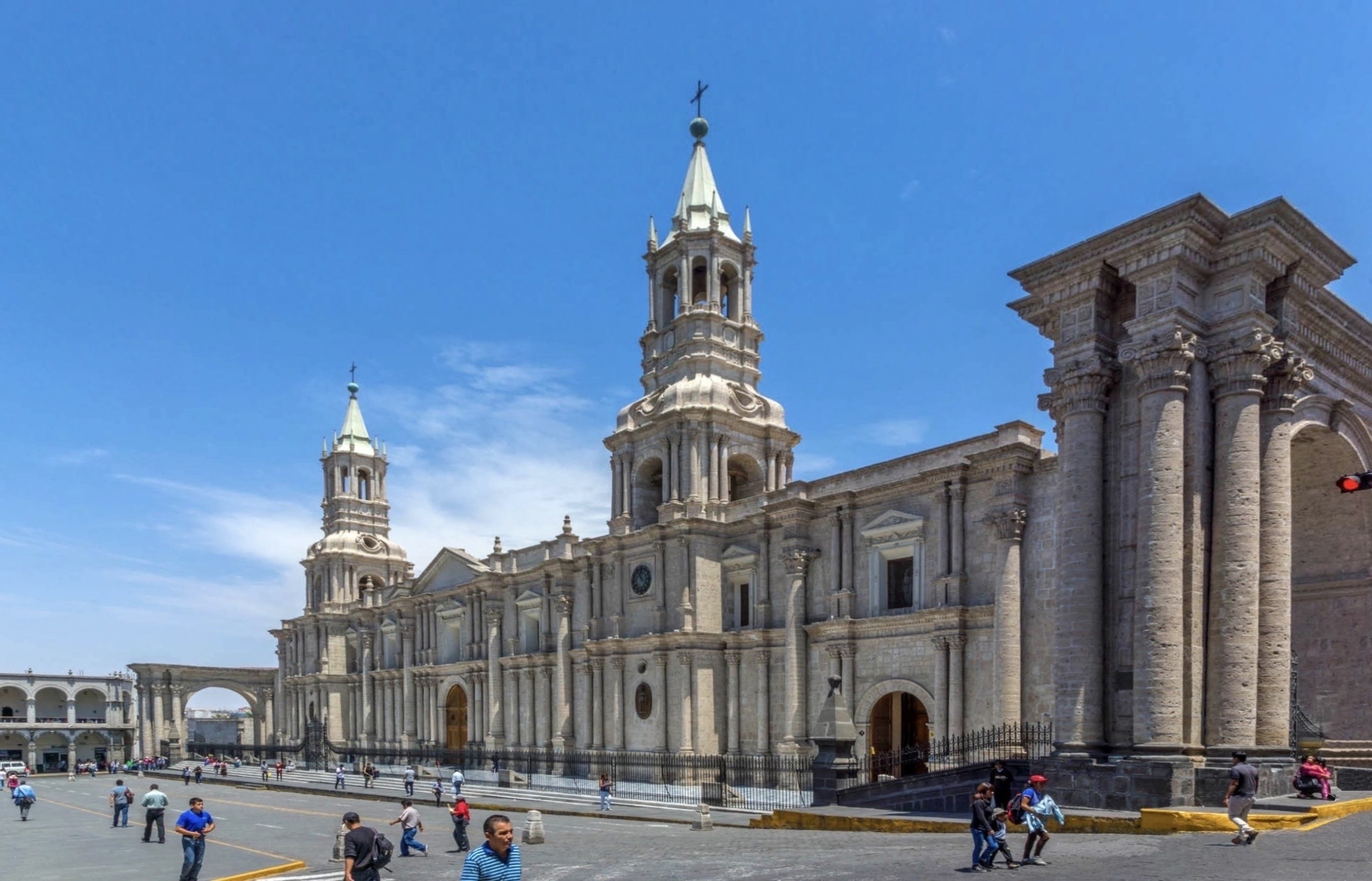
La catedral de Arequipa, ubicado en el centro históricov

El volcán Misti es imponente, levantado sobre una serena campiña con manantiales, viejos molinos (en Sabandía), baños termales (en Yura y en Socosani), pequeños con callejones tipo andaluz (Yanahuara) y, no muy lejos, una aldea enraizada en un cerro pétreo (Sachaca). El uso de la piedra sillar (mineral volcánico) en la construcción de templos, conventos y casonas le dan a la ciudad un aspecto peculiar. Los lugares más visitados son el valle del Colca y su cañón (que es uno de los más profundos del mundo) y por la permanencia actual de tres culturas vivas: los "Kawanas", "Kollawas" y los "Ccaccatapay", con su música y costumbres milenarios, los petroglifos de Toro Muerto, el valle y cañón de Cotahuasi. Así mismo, las cuevas de Andahua y las cavernas de Socabaya. En la ciudad de Arequipa, el monasterio de Santa Catalina, fundado en 1580.
Otros lugares para visitar son:
- Valle de los Volcanes. Está a 377 kilómetros de Arequipa en Andahua. Se aprecia un increíble paisaje conformado por alrededor de 80 pequeños volcanes, los cuales dan la apariencia de la superficie lunar.
- Santuario Nacional de Lagunas de Mejía. Situado en la costa, a 20 kilómetros de la ciudad de Mollendo. Escenario natural de 690 hectáreas con aguas de diferentes grados de salinidad, marismas, totorales, salinas y gramadales. Se pueden distinguir hasta 157 especies de aves.
- Cuevas de Sumbay. A 88 kilómetros de la capital. Pese al tiempo, se conservan en su interior valiosas pinturas rupestres de la era paleolítica. Sus paredes rocosas representan figuras humanas, auquénidos, pumas, etc.
- Bosque de Piedras de Imata. Formación rocosa muy original ubicada camino a Puno. Conjunto de columnas líticas naturales que toman la apariencia de un misterioso bosque encantado.
- Playas de Mollendo. Gran balneario del sur del Perú a dos horas de Arequipa, playas extensas y lugar de ocio de jóvenes en época de verano libres de contaminación y zonas de pesca y caza submarina con parques acuáticos. Es el balneario más importante y concurrido del departamento y del sur peruano.
- Playas en Camaná. Balneario a 3 horas de la Ciudad de Arequipa.
- Campiña arequipeña. Zona rural agrícola en los alrededores de la ciudad, con andenes que datan de la época incaica.
- Iglesias Coloniales. Construcciones religiosas hechas en sillar (piedra volcánica blanca).

### Calendario turístico
- 6 de enero. Aniversario de Mollendo. Celebración de la Bajada de los Reyes en Tiabaya.
- 2 de febrero. Fiesta de la Virgen de la Candelaria en el distrito de Chivay.
- 2 de febrero. Fiesta de la Virgen de la Candelaria de Distrito de Quilca - Camaná
- 3 de febrero. Fiesta de la Virgen de la Candelaria en el distrito de Cayma y Characato. En Caravelí se festeja a la Virgen del Buen Paso; los festejos duran 4 días y hay peleas de gallo, corridas de toro y desfiles de caballos de paso.
- Semana Santa. Actos religiosos en todo el departamento, con procesiones y recogimiento espiritual. Los hombres y mujeres visten de luto.
- 1 de mayo. Peregrinaje al Santuario de la Virgen de Chapi, a 45 kilómetros de la capital. Peregrinos de todas partes del país y de esta parte del continente llegan para saludar a su patrona.
- 15 de agosto. Aniversario de Arequipa. Festividades cívico-religiosas que duran una semana con diferentes actividades artísticas y culturales, peleas de gallo, actividades deportivas y quema de fuegos artificiales y corso. Asisten artistas del extranjero. En Castilla es la Fiesta de la Virgen de la Asunción; con fiestas populares, corso y competencia entre distritos.
- 30 de agosto. Santa Rosa. Fiesta típicamente religiosa que se celebra en Caravelí, con misas, procesiones e iglesias profusamente arregladas con flores y adornos variados. En Castilla hay verbenas populares, concursos y fiestas deportivas.
- 8 de septiembre. Virgen de las Peñas en Castilla. Gran despliegue de Folclore, especialmente en Aplao. Los mayordomos hacen lo imposible para que los visitantes se encuentren a gusto.
- 1 de noviembre. Día de Todos los Santos. Familias enteras acuden a los cementerios llevando música y comida para acompañar a sus difuntos. La fiesta de la cruz de fierro en Mollendo.
- 9 de noviembre. Día Jubilar de Camaná. Toda la población sale a las calles para danzar, cantar y divertirse.
- 8 de diciembre. Fiesta de la Inmaculada en [Chuquibamba [Chivay]] y Cayma.
- 31 de diciembre. Fiesta del Señor de los Desamparados en La Punta de Bombón.

## Deportes
Arequipa es uno de los departamentos más deportivos del país. Entre sus deportistas más destacados están los futbolistas, atletas y tenistas, quienes en muchas oportunidades han logrado representar al Perú en competencias internacionales. Además cuenta con gran variedad de equipos de fútbol los cuales tienen gran protagonismo en Copa Perú. Arequipa posee 2 campeonatos Nacionales (ganados por Melgar), 1 Campeonato de Segunda División (Ganado por Total Clean), 2 Campeonatos de promoción y Reserva (ganados por Melgar) y 5 Copas Perú (Ganadas por Melgar, Huracán, Atlético Universidad, Total Clean y Escuela Municipal Binacional).

### Fútbol

#### Palmarés
| Campeones                    | Campeones                             | Campeones | Campeones | Campeones | Campeones | Campeones | Campeones | Campeones | Campeones | Campeones | Campeones | Campeones | Campeones | Campeones | Campeones | Campeones | Campeones | Campeones | Campeones | Campeones | Campeones | Campeones | Campeones | Campeones | Campeones | Campeones | Campeones | Campeones | Campeones | Campeones | Campeones | Campeones | Campeones | Campeones | Campeones | Campeones | Campeones | Campeones | Campeones |
| Equipo                       | Competición                           | Ciudad    |           |           |           |           |           |           |           |           |           |           |           |           |           |           |           |           |           |           |           |           |           |           |           |           |           |           |           |           |           |           |           |           |           |           |           |           |           |
| ---------------------------- | ------------------------------------- | --------- | --------- | --------- | --------- | --------- | --------- | --------- | --------- | --------- | --------- | --------- | --------- | --------- | --------- | --------- | --------- | --------- | --------- | --------- | --------- | --------- | --------- | --------- | --------- | --------- | --------- | --------- | --------- | --------- | --------- | --------- | --------- | --------- | --------- | --------- | --------- | --------- | --------- |
| FBC Melgar                   | Campeonato Descentralizado 1981       | Arequipa  |           |           |           |           |           |           |           |           |           |           |           |           |           |           |           |           |           |           |           |           |           |           |           |           |           |           |           |           |           |           |           |           |           |           |           |           |           |
| FBC Melgar                   | Campeonato Descentralizado 2015       | Arequipa  |           |           |           |           |           |           |           |           |           |           |           |           |           |           |           |           |           |           |           |           |           |           |           |           |           |           |           |           |           |           |           |           |           |           |           |           |           |
| FBC Melgar                   | Torneo Clausura 2015                  | Arequipa  |           |           |           |           |           |           |           |           |           |           |           |           |           |           |           |           |           |           |           |           |           |           |           |           |           |           |           |           |           |           |           |           |           |           |           |           |           |
| FBC Melgar                   | Torneo Apertura 2022                  | Arequipa  |           |           |           |           |           |           |           |           |           |           |           |           |           |           |           |           |           |           |           |           |           |           |           |           |           |           |           |           |           |           |           |           |           |           |           |           |           |
| FBC Melgar                   | Torneo Clausura 2018                  | Arequipa  |           |           |           |           |           |           |           |           |           |           |           |           |           |           |           |           |           |           |           |           |           |           |           |           |           |           |           |           |           |           |           |           |           |           |           |           |           |
| FBC Melgar                   | Torneo de Verano 2017                 | Arequipa  |           |           |           |           |           |           |           |           |           |           |           |           |           |           |           |           |           |           |           |           |           |           |           |           |           |           |           |           |           |           |           |           |           |           |           |           |           |
| Total Clean                  | Segunda División 2008                 | Arequipa  |           |           |           |           |           |           |           |           |           |           |           |           |           |           |           |           |           |           |           |           |           |           |           |           |           |           |           |           |           |           |           |           |           |           |           |           |           |
| FBC Melgar                   | Copa Perú 1971                        | Arequipa  |           |           |           |           |           |           |           |           |           |           |           |           |           |           |           |           |           |           |           |           |           |           |           |           |           |           |           |           |           |           |           |           |           |           |           |           |           |
| Sportivo Huracán             | Copa Perú 1973                        | Arequipa  |           |           |           |           |           |           |           |           |           |           |           |           |           |           |           |           |           |           |           |           |           |           |           |           |           |           |           |           |           |           |           |           |           |           |           |           |           |
| Atlético Universidad         | Copa Perú 2002                        | Arequipa  |           |           |           |           |           |           |           |           |           |           |           |           |           |           |           |           |           |           |           |           |           |           |           |           |           |           |           |           |           |           |           |           |           |           |           |           |           |
| Total Clean                  | Copa Perú 2006                        | Arequipa  |           |           |           |           |           |           |           |           |           |           |           |           |           |           |           |           |           |           |           |           |           |           |           |           |           |           |           |           |           |           |           |           |           |           |           |           |           |
| Escuela Municipal Binacional | Copa Perú 2017                        | Arequipa  |           |           |           |           |           |           |           |           |           |           |           |           |           |           |           |           |           |           |           |           |           |           |           |           |           |           |           |           |           |           |           |           |           |           |           |           |           |
| FBC Melgar                   | Torneo de Promoción y Reserva de 2014 | Arequipa  |           |           |           |           |           |           |           |           |           |           |           |           |           |           |           |           |           |           |           |           |           |           |           |           |           |           |           |           |           |           |           |           |           |           |           |           |           |
| FBC Melgar                   | Torneo Apertura de Reservas 2015      | Arequipa  |           |           |           |           |           |           |           |           |           |           |           |           |           |           |           |           |           |           |           |           |           |           |           |           |           |           |           |           |           |           |           |           |           |           |           |           |           |
| Subcampeones                 |                                       |           |           |           |           |           |           |           |           |           |           |           |           |           |           |           |           |           |           |           |           |           |           |           |           |           |           |           |           |           |           |           |           |           |           |           |           |           |           |
| Equipo                       | Competición                           | Ciudad    |           |           |           |           |           |           |           |           |           |           |           |           |           |           |           |           |           |           |           |           |           |           |           |           |           |           |           |           |           |           |           |           |           |           |           |           |           |
| FBC Melgar                   | Campeonato Descentralizado 1983       | Arequipa  |           |           |           |           |           |           |           |           |           |           |           |           |           |           |           |           |           |           |           |           |           |           |           |           |           |           |           |           |           |           |           |           |           |           |           |           |           |
| FBC Melgar                   | Copa Perú 1969                        | Arequipa  |           |           |           |           |           |           |           |           |           |           |           |           |           |           |           |           |           |           |           |           |           |           |           |           |           |           |           |           |           |           |           |           |           |           |           |           |           |
| FBC Melgar                   | Copa Perú 1970                        | Arequipa  |           |           |           |           |           |           |           |           |           |           |           |           |           |           |           |           |           |           |           |           |           |           |           |           |           |           |           |           |           |           |           |           |           |           |           |           |           |
| Sportivo Huracán             | Copa Perú 1975                        | Arequipa  |           |           |           |           |           |           |           |           |           |           |           |           |           |           |           |           |           |           |           |           |           |           |           |           |           |           |           |           |           |           |           |           |           |           |           |           |           |
| Pesca Perú                   | Copa Perú 1976                        | Mollendo  |           |           |           |           |           |           |           |           |           |           |           |           |           |           |           |           |           |           |           |           |           |           |           |           |           |           |           |           |           |           |           |           |           |           |           |           |           |
| Pesca Perú                   | Copa Perú 1978                        | Mollendo  |           |           |           |           |           |           |           |           |           |           |           |           |           |           |           |           |           |           |           |           |           |           |           |           |           |           |           |           |           |           |           |           |           |           |           |           |           |
| FBC Aurora                   | Copa Perú 1993                        | Arequipa  |           |           |           |           |           |           |           |           |           |           |           |           |           |           |           |           |           |           |           |           |           |           |           |           |           |           |           |           |           |           |           |           |           |           |           |           |           |
| FBC Aurora                   | Copa Perú 1994                        | Arequipa  |           |           |           |           |           |           |           |           |           |           |           |           |           |           |           |           |           |           |           |           |           |           |           |           |           |           |           |           |           |           |           |           |           |           |           |           |           |
| Sportivo Huracán             | Copa Perú 1995                        | Arequipa  |           |           |           |           |           |           |           |           |           |           |           |           |           |           |           |           |           |           |           |           |           |           |           |           |           |           |           |           |           |           |           |           |           |           |           |           |           |
| Senati FBC                   | Copa Perú 2005                        | Arequipa  |           |           |           |           |           |           |           |           |           |           |           |           |           |           |           |           |           |           |           |           |           |           |           |           |           |           |           |           |           |           |           |           |           |           |           |           |           |
| FBC Melgar                   | Torneo del Inca de Reservas 2015      | Arequipa  |           |           |           |           |           |           |           |           |           |           |           |           |           |           |           |           |           |           |           |           |           |           |           |           |           |           |           |           |           |           |           |           |           |           |           |           |           |
| FBC Melgar                   | Campeonato Descentralizado 2016       | Arequipa  |           |           |           |           |           |           |           |           |           |           |           |           |           |           |           |           |           |           |           |           |           |           |           |           |           |           |           |           |           |           |           |           |           |           |           |           |           |
| FBC Melgar                   | Liga 1 2022                           | Arequipa  |           |           |           |           |           |           |           |           |           |           |           |           |           |           |           |           |           |           |           |           |           |           |           |           |           |           |           |           |           |           |           |           |           |           |           |           |           |